# Google Play Services
Google Play Services (en español Servicios de Google Play) (GMS) es un servicio de software propietario ofrecido por Google para dispositivos Android. Cuando se introdujo en 2012, proporcionó acceso a las API de Google+ y OAuth 2.0. Se expandió para cubrir una variedad de servicios de Google, lo que permite que las aplicaciones se comuniquen con los servicios a través de medios comunes.
Los servicios de los paquetes incluyen seguimiento de ubicación y geovalla, servicios de cuenta de inicio de sesión único, seguimiento de estado físico y salud del usuario, procesamiento de pagos, publicidad integrada y escaneo de seguridad. Muchas aplicaciones en dispositivos Android dependen del uso de Google Play Services, y el paquete requiere que el usuario use una cuenta de Google y acepte los términos de servicio de Google. La distribución de Google Play Services en un dispositivo Android requiere una licencia de Google, que prohíbe a los fabricantes de dispositivos producir dispositivos Android que no sean compatibles con las especificaciones de su sistema operativo Android.
Play Services fue presentado junto con Play Store en 2012 para dispositivos con Android Jelly Bean aunque luego se permitió compatibilidad con versiones anteriores 4.0, 3.0 y 2.3, con el fin de poder contar con login by Google, Ads, Play, Gmail, Calendario, Maps, Chrome, entre otras. En 2017 se introdujo Play Protect para revisar la seguridad de las apps publicadas en la tienda e instaladas, con la llegada de Android 10 llegaron las actualizaciones del sistema de Google Play que permiten actualizar los componentes del teléfono sin depender del fabricante. Con la llegada de nuevas versiones cada año, la mayoría de apps dependen de Google para funcionar, lo supone una preocupación para los defensores del modelo de desarrollo libre (AOSP)

## Servicios
Los servicios de Google Play (GMS) se les llama al conjunto de librerías que los desarrolladores pueden usar dentro de sus aplicaciones, a la vez que funcionalidades esenciales para el funcionamiento en los dispositivos Android, como la sincronización de Google, el login by google, analitics, admob y anuncios de Google, play games, mapas y localizaciones, cast, nearby, la tienda Play Store. Los GMS tienen por función, dar mantenimiento y actualizaciones a los dispositivos que no cuentan con las últimas versiones del sistema, así como llevar nuevas funciones a dispositivos que no las tienen de fábrica, como es el caso de Nearby Share para compartir archivos que fue presentado en 2020, pero es compatible por los servicios de Google en Android 6.0 o posterior.
Estos servicios, no forman parte del proyecto Android AOSP, sino que son propietarios de Google, los fabricantes de teléfonos móviles, smartwatches, smartvs, y otros dispositivos tienen que contar con certificación para poder funcionar con las apps de Google
A partir de 2024, se anunció que los dispositivos que cuentan con versiones demasiado antiguas de Android e inferiores a 6.0 ya no cuentan con actualizaciones por parte Google y los dispositivos con versiones inferiores a 2.3 ya no pueden acceder a la tienda ni a ningún servicio por motivos de seguridad.

## Apis Principales
Google Ads: antes Google Admob es el servicio de anuncios publicitarios de Google, permite a los desarrolladores obtener ingreso mediante anuncios en sus apps.
Google Analytics: es la herramienta de análisis de sitios web de Google, su principal función es conocer las estadísticas, y el tráfico que llega a las páginas web o aplicaciones.
Gmail: permite sincronizar los servicios de correo electrónico de Google
Calendar: permite sincronizar los calendarios y eventos de Calendar
Cast: permite a las apps, transmitir contenido a dispositivos inteligentes como bocinas inteligentes, SmartTVS o Google Home.
Fit: conjunto de apis relacionadas con la salud y el bienestar, a su vez que permite conectarse a dispositivos inteligentes como smartWatches para controlar el estado físico o rendimiento deportivo.
Firebase: conjunto de apis y servicios para la sincronización, y servicios de base de datos en la nube, tiene por función recopilar estadísticas y datos de uso de los dispositivos Android para mejorar el desarrollo de las apps.
Google Play: permite acceder a los servicios de compras en línea de la tienda Play Store, así como servicios de pago y microtransacciones dentro de las apps.
Auth: antes llamada OAuth 2.0, servicios de acceso one-tap con la cuenta de Google dentro de las apps así como el autocompletado con contraseñas. .
Localización: permite acceder a los servicios de localización provistos por Google en los dispositivos Android. Fused Location Provider adquiere información de ubicación, como el uso reducido de energía y el reconocimiento de actividad para permitir que las aplicaciones se adapten a la acción actual del usuario (por ejemplo, andar en bicicleta, caminar, etc.).
SDK de Maps: permite acceder a los servicios de mapas de Google dentro de las apps.
Play Games: conjunto de apis para el desarrollo de videojuegos, recopilación de estadísticas, así como el juego en línea entre jugadores, y el guardado en la nube de partidas.
Google Play Services es utilizado por casi todas las aplicaciones de Google que tienen poderes a nivel de sistema. Todos los principales servicios de Android están controlados por Google Play Services, y muchas aplicaciones de terceros también dependen de ellos. Sin esto y el requisito de iniciar sesión con una Cuenta de Google, es posible que las aplicaciones no funcionen correctamente.
Chrome: permite sincronizar el historial de navegación, contraseñas, marcadores y habitos de navegación entre varios dispositivos

## Play Protect
Google Play Protect es una unificación de los sistemas de seguridad de Android. En 2019, la compañía anunció que el software escaneaba 50 millones de aplicaciones por día. El 6 de noviembre de 2019, Google anunció la App Defense Alliance. Los socios pueden solicitar que Google Play Protect analice una aplicación. Los resultados se envían al socio y Google Play Protect recibe los resultados de los socios. A partir de noviembre de 2019, los socios de App Defense Alliance incluyen: ESET, Lookout y Zimperium.

## Adopción
Google Play Services se actualiza automáticamente a través de Google Play en dispositivos con Android 6.0 o posterior, cada año elevando el nivel mínimo de API para utilizarse Esto significa que Google puede ofrecer actualizaciones sin que los fabricantes tengan que actualizar el firmware de Android, solucionando la fragmentación de la plataforma que se ha vuelto infame para los productos Android.

## Preocupaciones
El Proyecto de código abierto de Android (AOSP) se anunció en 2007 y funcionó como el sistema de referencia para todos los OEM y modificaciones de firmware como CyanogenMod y LineageOS . Varias aplicaciones AOSP se transfirieron a Google Play con un modelo de código cerrado. Muchas aplicaciones (como Lyft, Uber y muchas de las aplicaciones de Google como Gmail y YouTube) funcionan solo cuando el paquete de Servicios de Google Play está disponible y habilitado.
La distribución de Google Play Services como parte del paquete de aplicaciones de Google requiere una licencia de Google, que prohíbe contractualmente a los fabricantes de dispositivos producir dispositivos Android que no sean compatibles con las especificaciones de Android de Google. Otros que estén interesados en modificar el sistema Android deben cancelar la suscripción a Google Play Services u obtener el paquete de aplicaciones de Google desde un dispositivo que las tenga preinstaladas o desde una fuente no oficial.
La empresa de telefonía china Huawei, al estar en la blacklist de Estados Unidos y la prohibición del departamento de Comercio para trabajar con empresas locales desde 2019, tiene prohibido utilizar los servicios de Google en el desarrollo de sus futuros equipos, por lo que no vienen con tienda Play Store, Google, Google Chrome, Play Games y otros servicios de la empresa, en vez de eso vienen equipados con HMS (Huawei Mobile Services) y la tienda AppGallery lo que limita en gran medida las apps que se pueden utilizar, ya que la gran mayoría de apps dependen de la API de Google para funcionar adecuadamente.